# یوآنا کواچکوفسکا
یوآنا کواچکوفسکا (لهستانی: Joanna Kołaczkowska؛ زادهٔ ۲۲ ژوئن ۱۹۶۶) بازیگر، مجری و مؤلف اهل لهستان است.
از فیلم‌ها یا مجموعه‌های تلویزیونی که وی در آن‌ها نقش داشته است، می‌توان به سیاه‌گوش اشاره نمود.